# バート・ガスタイン
バート・ガスタイン（ドイツ語: Bad Gastein, ドイツ語発音: [gas't‿ain] 発音）はオーストリア・ザルツブルク州にある都市であり、温泉地として知られる。
ホーエ・タウエルン国立公園の北部、グラウコーゲル (Graukogel) の麓に位置し、5,838 人が暮らしている。
「バート」(Bad) は温泉という意味で、「ガスタイン」(Gastein) の由来はインド・ヨーロッパ語族の言葉を遡ると「灰色の川」や「飛沫を上げる川」という意味になる。

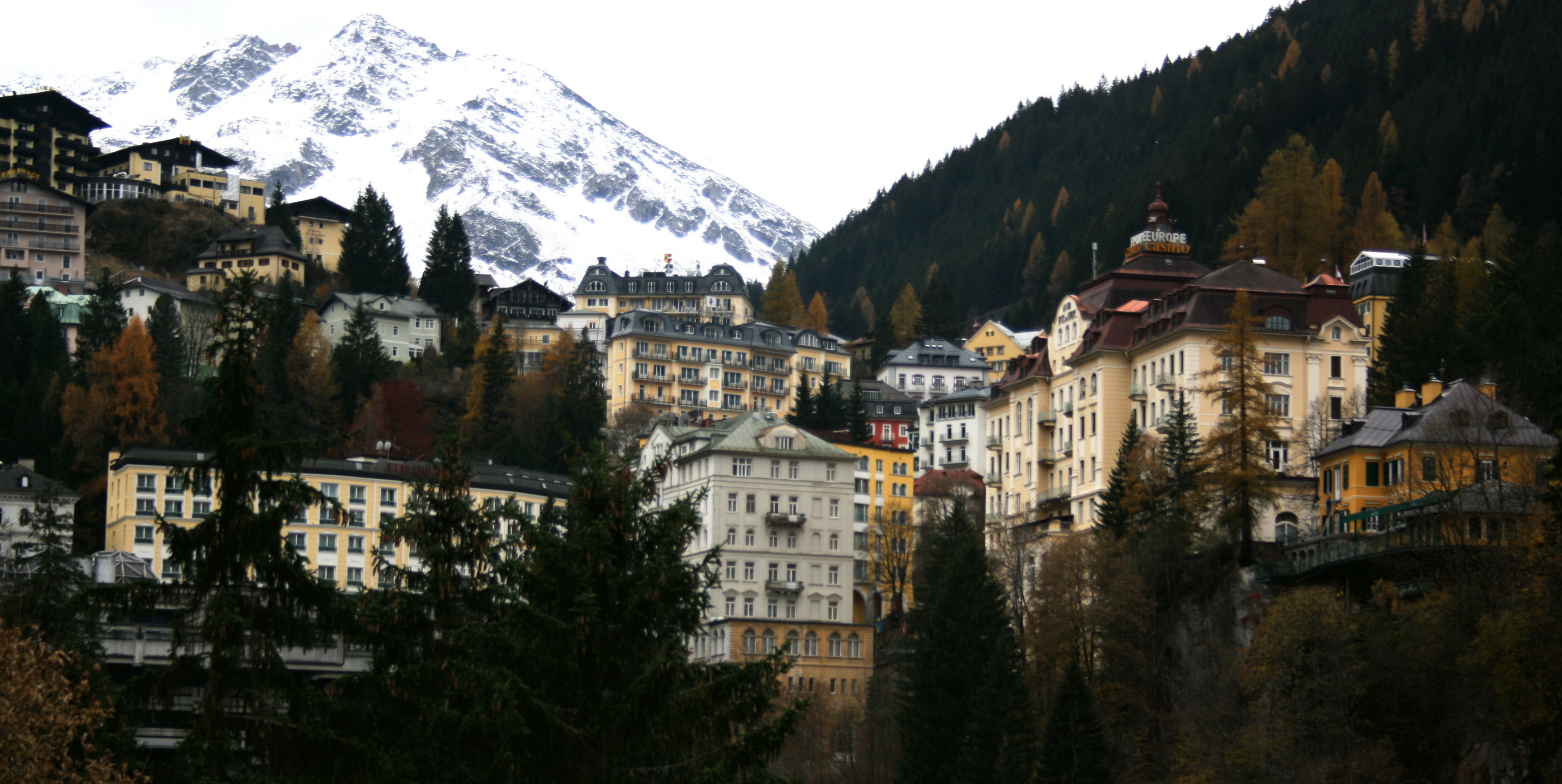
街の中心

ガスタイナータールの上端にあり標高は海抜 1,002 メートル。斜面に連なって建つ、歴史ある宿の街並みが特徴的である。

## 歴史
ガスタイナータールは、最古のもので963年の証書の中で Gastuna という名前で言及され、当時はバイエルン公国の一部であった。1297年にはザルツブルク大司教が購入した。元々は金鉱山として利用され、中央東アルプスを横断する古代の交易路の拠点であった。温泉郷としては1230年頃、ミンネゼンガーのナイトハルト・フォン・ロイエンタールによる中高ドイツ語の詩 Die Graserin in der Gastein の中で詠われている。ガスタイナータールには神聖ローマ帝国のフリードリヒ三世やルネサンス期の内科医パラケルススも訪れている。
19世紀にはバート・ガスタインは流行の保養地になった。バート・ガスタインを訪れた人物には、シシー (Sisi ) の愛称でも知られるオーストリア皇后エリーザベトやドイツ皇帝のヴィルヘルム一世、その宰相オットー・フォン・ビスマルク、インドの独立運動家スバス・チャンドラ・ボース、ブルガリアのツァールであるフェルディナンド一世、イラクの王ファイサル一世、サウジアラビアの王イブン・サウードやイランの最後の皇帝であるモハンマド・レザー・パフラヴィーなど数々の君主や指導者、他にオペルの創業者アダム・オペルの息子である実業家ヴィルヘルム・フォン・オペル、作曲家のロベルト・シュトルツや作家のサマセット・モームがいる。
1865年にビスマルクはガスタイン協定に調印し、オーストリアとの間で、第二次シュレースヴィヒ＝ホルシュタイン戦争後のシュレースヴィヒとホルシュタインの統治権に関する条約が結ばれた。
作曲家のフランツ・シューベルトは1824年に「ガスタイン交響曲」のスケッチを書いたとされる。「ガスタイン交響曲」の楽譜は残されていないが、「グラン・デュオ (Op. 140, D 812)」や「八重奏曲 (D 803)」のことであるとも言われ、現在では「ザ・グレート」のことであると推定される。
タウエルン鉄道 (Tauernbahn) が開業した1905年の頃から、大衆観光も盛んになった。

## 名所
- Nikolauskirche (1380)
- Gletschermühlen
- Felsentherme
- Gasteiner Heilstollen
- Gasteiner Heimatmuseum im Haus Austria
- Silverbullet (Bar)
- Eden's Pub - the only real English pub in the valley

## 宿泊施設
- Bad Gastein Youth Hostel
- Apartment Graukogel
- Hotel Europäischer Hof